# Alte Kirche (Frelenberg)

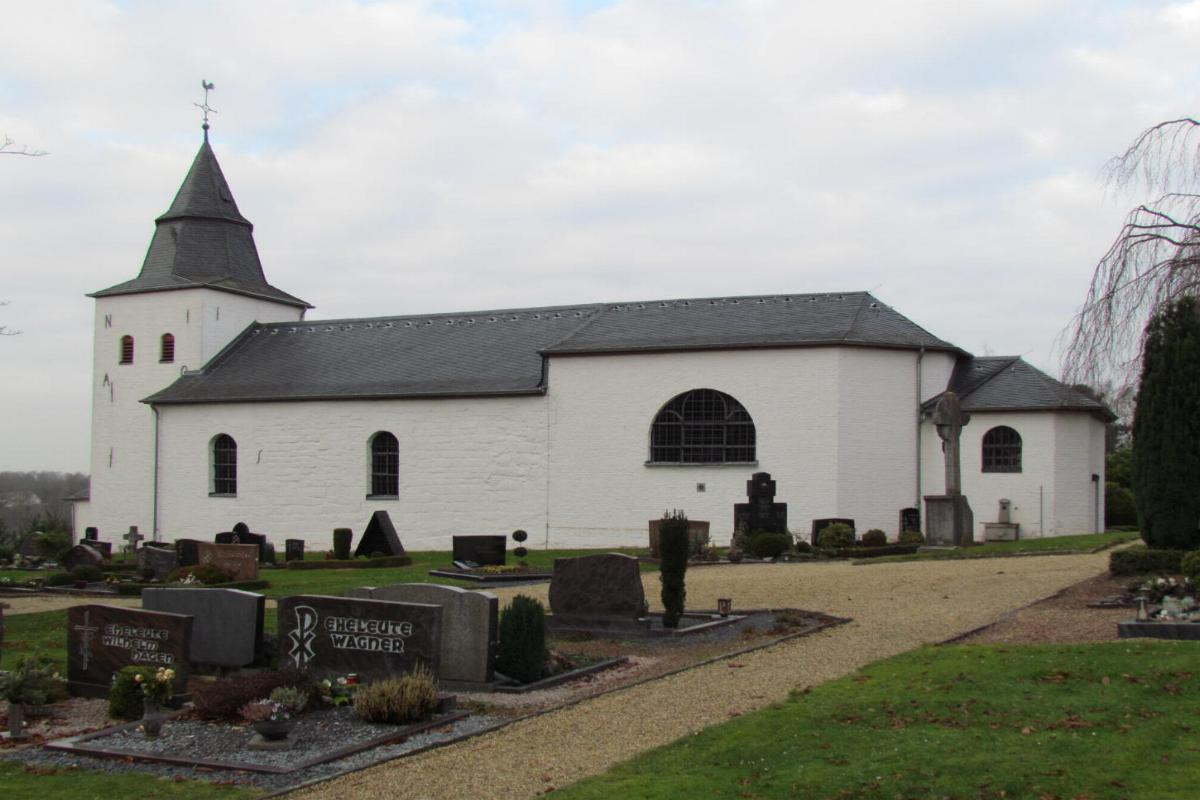
Alte Kirche in Frelenberg

Die Alte Kirche ist eine römisch-katholische Filialkirche in Frelenberg, einem Stadtteil von Übach-Palenberg im Kreis Heinsberg in Nordrhein-Westfalen.
Die Kirche wurde im 15. und 16. Jahrhundert erbaut und im 17./18. Jahrhundert erweitert und steht unter dem Patronat des hl. Dionysius von Paris, zweiter Patron ist der hl. Ägidius.

## Geschichte
Über die Ursprünge der Frelenberger Kirche ist nichts bekannt. Bereits für das Jahr 1382 ist ein Pfarrer für Frelenberg belegt, zu dieser Zeit war der Ort auch bereits eigenständige Pfarrei. Zur Pfarre zählte damals auch Palenberg mit der Petruskapelle. Über die ursprüngliche Kirche, die sich am Standort der Alten Kirche befand, ist nichts bekannt. Die ältesten Teile der Alten Kirche stammen aus dem 15. und 16. Jahrhundert. Das heutige Kirchenschiff stammt noch aus dieser Zeit. Im 17. oder 18. Jahrhundert wurde der dreigeschossige Glockenturm und die Vorhalle in barocken Formen nach Westen hin angebaut. Anfang des 19. Jahrhunderts wurde die Kirche wiederum zu klein, so wurde die Kirche nach Osten hin erweitert und erhielt 1826 einen neuen Chor sowie eine neue Sakristei.
Den Zweiten Weltkrieg überstand St. Dionysius weitgehend unbeschadet, wurde jedoch durch den starken Bevölkerungszuwachs wiederum zu klein. 1952 wurden noch Überlegungen zu einer Erweiterung der alten Kirche durch ein neues Querschiff angestellt, jedoch entschied man sich letztendlich für einen Neubau an anderer Stelle, der zwischen 1958 und 1960 mit der neuen Pfarrkirche St. Dionysius verwirklicht wurde. Seither wird die alte Kirche hauptsächlich als Trauerhalle und nur noch unregelmäßig für Gottesdienste genutzt.

## Baubeschreibung
Die alte Kirche St. Dionysius ist eine schlichte Saalkirche in Formen des Barock mit einem vorgebauten, dreigeschossigen Glockenturm und westlicher Vorhalle sowie einem einjochigen Chor mit halbrunder Apsis im Osten.

## Ausstattung
In der Apsis befindet sich ein raumhohes Wandgemälde, dass neben Christus auch die Kirchenpatrone Dionysius und Ägidius darstellt. Es wurde 1977 vom Frelenberger Künstler Theo Houben geschaffen.